# Cristo y el Abad Menas
El Cristo y el Abad Menas (en idioma francés:L'Icône du Christ et de l'Abbé Ménas) una pintura copta que se encuentra actualmente en el museo del Louvre, en París. El icono es una pintura encáustica sobre madera, traída del monasterio Apolo de Bawit, Egipto. El icono mide aproximadamente 57x57cm y tiene un grosor de 2 cm. El icono se ha dañado con el paso de los años y le faltan algunos pigmentos y tiene dos grietas verticales que atraviesan la imagen, pero todavía se puede distinguir fácilmente.

## Descripción
Datado en el siglo VI, el icono representa a Cristo con su aureola cruciforme detrás de él y de pie junto al abad San Menas de Alejandría (285-309), quien también está representado con una aureola que indica su santidad. Sabemos que el icono es de Jesucristo y el abad porque hay una inscripción sobre cada una de sus cabezas que dice "Salvador" y "Padre Mena" cuando se traduce. Con una biblia ornamentalmente diseñada con joyas adornando la portada en su mano izquierda y su mano derecha en el hombro lejano del abad, Cristo está afirmando protección sobre Mena. Los dos están lado a lado con el abad siendo ligeramente más pequeño cuando se compara, agarrando un pergamino en una mano con la otra mano gesticulando en un movimiento de bendición.
Cristo, con su brazo alrededor del abad, está dando una especie de «introducción al pueblo» mientras ocupa su lugar con los ángeles, ambos vestidos con túnica y palio, aunque de diferentes colores. —Cristo de púrpura con reflejos azules y Mena de marrón—. Cristo tiene una pequeña barba redonda, bigote y pelo largo y ondulado, y Mena tiene el pelo gris y barbudo. Los ojos, notablemente grandes, están destinados a ser sobreexagerados en la composición. Los gradientes de color donde el fondo tiene colinas verdes y marrones que se mezclan en un cielo de color albaricoque son claramente de diseño del siglo VI, indicativo del copto, el grupo cristiano más grande de la región. La iglesia egipcia desarrolló sus propias tradiciones artísticas durante el siglo VI y las usó para crear este icono y otros similares.

## Monasterio de Bawit

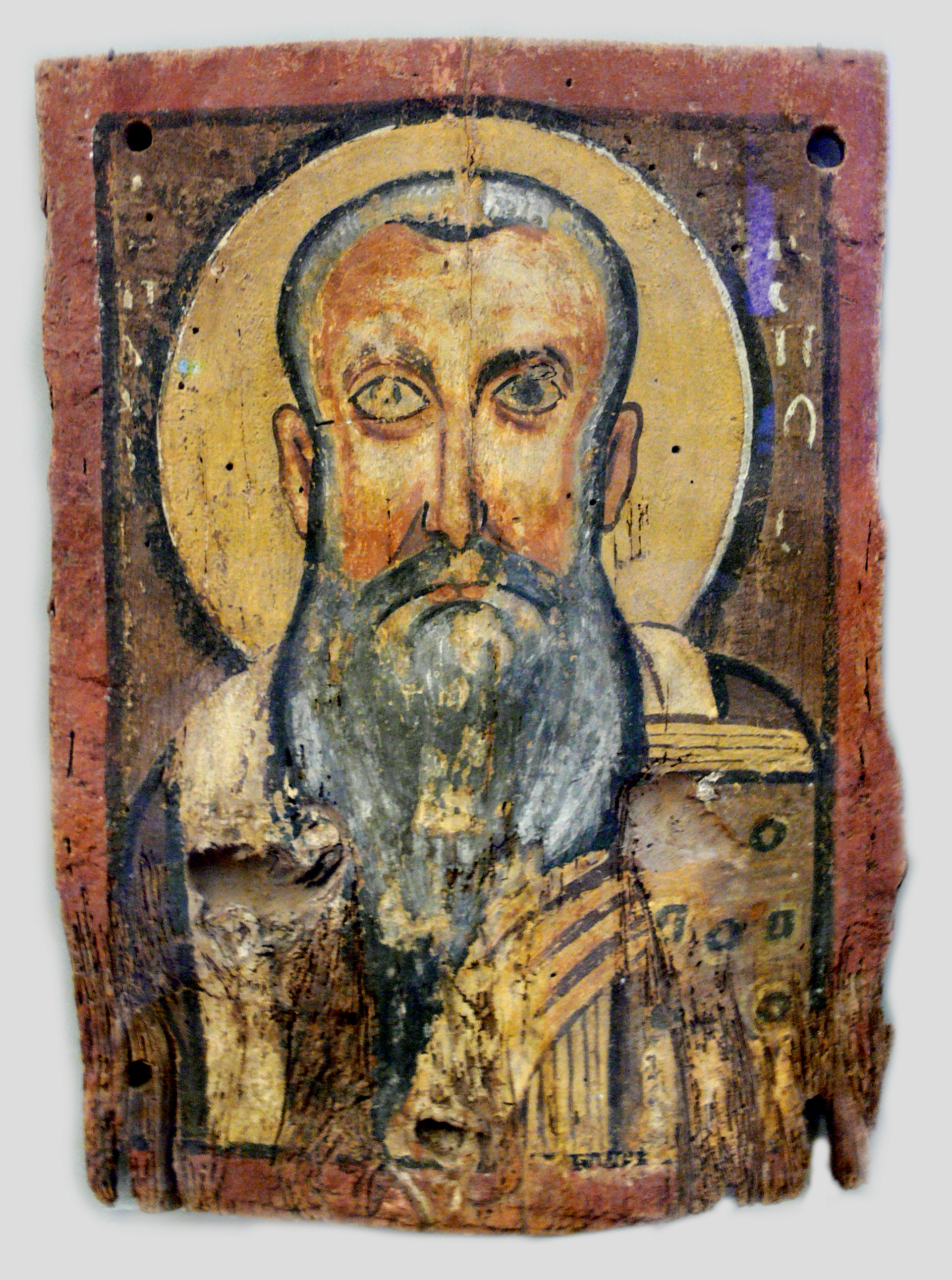
Padre Abraham de obispo, Bode Museum, Berlín.

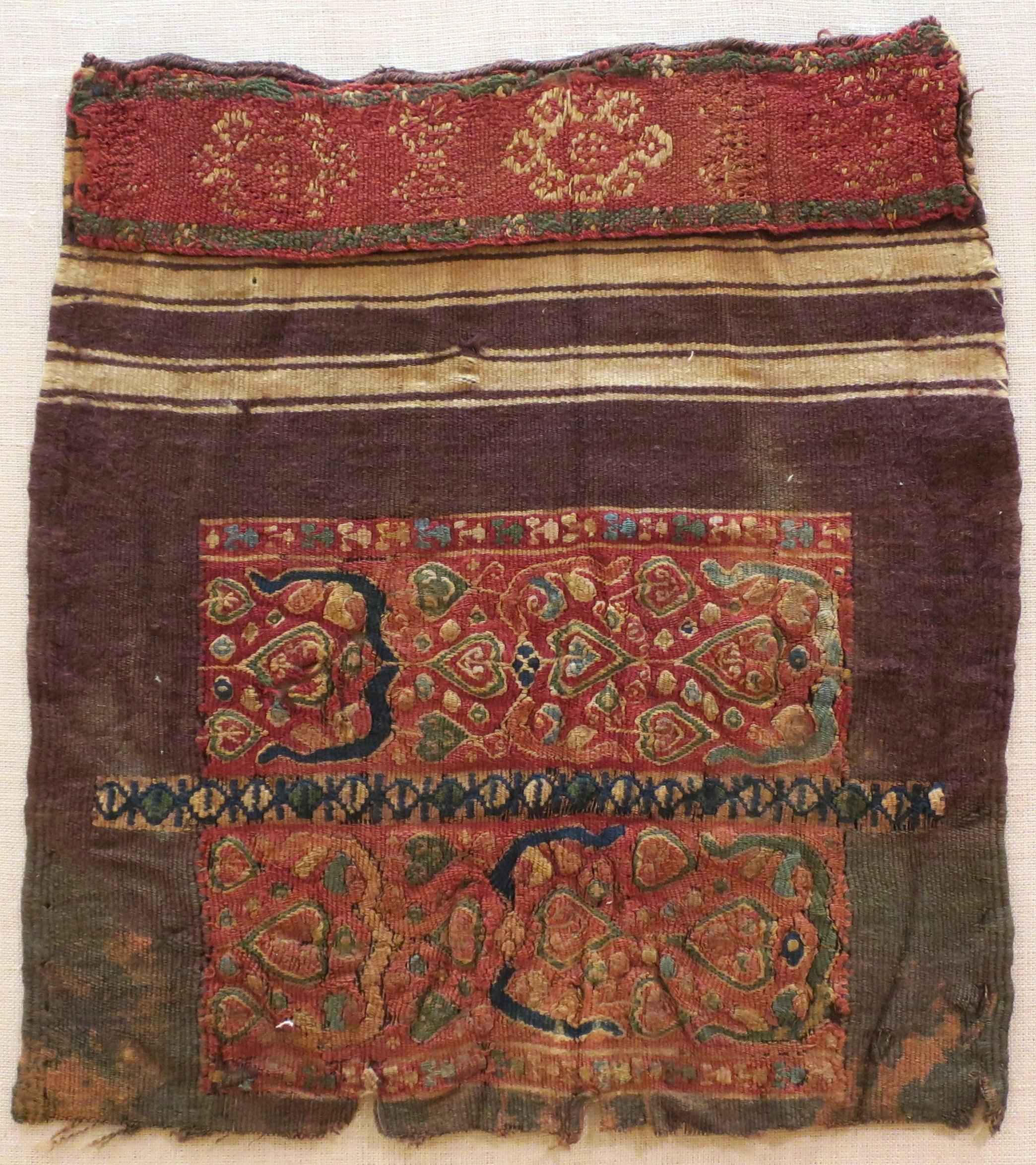
Muestra de tejido copto, siglo IV o V, Lowe Art Museum

Cuando se excavó el monasterio de Bawit, junto con este icono de Cristo, se descubrieron muchas otras obras. Se encontraron salas enteras cubiertas de íconos de santos y un ícono Nuestro padre Abraham de obispo. Debido a que la idea de santidad estaba en transición, se crearon muchas obras que se asemejaban a las que indicarían que la imagen es de un santo; esto fue para asegurar que si la persona más tarde era reconocida como tal, entonces no habría necesidad de retocar el retrato. En el monasterio, situado en la orilla oeste del Nilo, se realizaron excavaciones en el siglo XX por un equipo del Institut français d'archéologie orientale, dirigido por Jean Clédat y Jean Maspero.